# Kiichi Miyazawa
Kiichi Miyazawa (jap:宮澤 喜一; Miyazawa Ki'ichi), född 8 oktober 1919 i Fukuyama, Hiroshima prefektur, död 28 juni 2007 i Tokyo, var en japansk politiker. Han var Japans 78:e premiärminister från 5 november 1991 till 9 augusti 1993.
Miyazawa föddes i Hiroshima prefektur och studerade juridik vid Tokyos universitet. Han valdes in i finansministeriet 1942, och blev invald i den övre kammaren i Japans parlament, där han stannade tills han blev invald i den lägre kammaren 1967.
Miyazawa blev känd för en kort stund i USA då den dåvarande amerikanske presidenten George H. W. Bush kräktes i hans knä under ett statsbesök i januari 1992.
Miyazawa tvingades avgå 1993 på grund av ett misstroendevotum.